# Blast from Your Past
Blast From Your Past è il quinto album musicale solista e prima raccolta di Ringo Starr, pubblicato il 12 dicembre 1975 su etichetta Apple Records.

## Il disco

### I brani
Blast From Your Past raccoglie i successi che Ringo aveva ottenuto nella sua carriera solista. Si tratta per la maggior parte di singoli entrati nelle zone alte delle classifiche americane e inglesi. Infatti, You're Sixteen, Photograph e Only You erano arrivati al primo posto in classifica negli Stati Uniti ed i primi due erano entrati nella Top 10 britannica, No No Song e Oh My My erano hit da Top 5 negli USA, ed It Don't Come Easy, con il suo lato B Early 1970, e Back Off Boogaloo erano stati singoli di successo di Starr internazionalmente. L'unico brano non pubblicato come singolo era I'm the Greatest, scritta e composta da John Lennon.

### Pubblicazione ed accoglienza
La compilation venne pubblicata il 12 dicembre 1975 dalla Apple Records; il numero di catalogo nel Regno Unito era PCS 7170, mentre quello negli USA SW-3422. Nello stesso periodo venne pubblicata in vari altri Stati del mondo. Anche se i brani contenuti nel 33 giri avevano avuto molto successo, non entrò in classifica in Gran Bretagna ed arrivò alla trentesima posizione negli Stati Uniti. In Norvegia è arrivato ventunesimo ed in Australia novantacinquesimo. Fu l'ultimo disco della Apple fino a quando non venne ripristinata per le pubblicazioni dei Beatles negli anni novanta. Proprio per questo motivo, la mela sui lati del disco è rossa invece che verde.
Nel Regno Unito, dall'album, per promuoverlo, venne estratto il singolo Oh My My/No No Song; mentre in America erano state pubblicate come singolo, aventi rispettivamente come b-sides Step Lightly e Snookeroo, si trattava ancora di tracce di un album in Inghilterra. Il singolo, pubblicato il 9 gennaio 1976 dalla Apple, aveva il numero di serie R 6011; non è entrato in classifica. Fu l'ultimo singolo di Starr per l'etichetta.

## Tracce
1. You're Sixteen (You're Beautiful and You're Mine) (singolo da Ringo) – 2:47 (Bob Sherman, Richard Sherman)
2. No No Song (singolo da Goodnight Vienna) – 2:29 (Hoyt Axton, David Jackson)
3. It Don't Come Easy (singolo, 1971) – 3:02 (George Harrison, Richard Starkey)
4. Photograph (singolo da Ringo) – 3:55 (George Harrison, Richard Starkey)
5. Back Off Boogaloo (singolo, 1972) – 3:18 (Richard Starkey)
6. Only You (And You Alone) (singolo da Goodnight Vienna) – 3:23 (Buck Ram, Ande Rand)
7. Beaucoups of Blues (singolo da Beaucoups of Blues'') – 2:32 (Buzz Rabin)
8. Oh My My (singolo da Ringo) – 4:17 (Vini Poncia, Richard Starkey)
9. Early 1970 (lato B di It Don't Come Easy) – 2:19 (Richard Starkey)
10. I'm the Greatest (da Ringo) – 3:22 (John Lennon)

### Ristampa su CD
L'album è stato ristampato su CD nel 1989, senza tracce bonus.